# Nokere Koerse 1982
La Nokere Koerse 1982, trentasettesima edizione della corsa, si svolse il 17 marzo per un percorso con partenza ed arrivo a Nokere. Fu vinta dal belga William Tackaert della squadra DAF Trucks-TeVe Blad davanti ai connazionali Ludo De Keulenaer e  Rudy Matthijs.

## Ordine d'arrivo (Top 10)
| Pos. | Corridore            | Squadra               | Tempo    |
| ---- | -------------------- | --------------------- | -------- |
| 1    | William Tackaert     | DAF Trucks-TeVe Blad  | 3h10'00" |
| 2    | Ludo De Keulenaer    | Ti-Raleigh-Campagnolo | s.t.     |
| 3    | Rudy Matthijs        | Boule d'Or-Sunair     | a 30"    |
| 4    | Ad Wijnands          | Ti-Raleigh-Campagnolo | s.t.     |
| 5    | Jos De Schoenmaecker | Vermeer-Thijs         | s.t.     |
| 6    | Jos Gijsemans        | Masta-Puch-Marc       | s.t.     |
| 7    | Eddy Vanhaerens      | Safir-Marc            | s.t.     |
| 8    | Alain De Roo         | Boule d'Or-Sunair     | s.t.     |
| 9    | Jan Jonkers          | Perrier               | s.t.     |
| 10   | Raoul Bruyndonckx    | Safir-Marc            | s.t.     |